# Кахаилиши, Мухамед Хасанович
Мухамед Хасанович Кахаилиши (1921 год, село Сарпи, АССР Аджаристан, ССР Грузия — 1996 год, село Сарпи, село Сарпи, Хелвачаурский муниципалитет, Грузия) — колхозник колхоза имени Орджоникидзе Батумского района Аджарской АССР, Грузинская ССР. Герой Социалистического Труда (1949). Депутат Верховного Совета Аджарской АССР 3-го созыва.

## Биография
Родился в 1921 году в крестьянской семье в селе Сарпи Батумского района (сегодня — Хелвачаурский муниципалитет). Окончил местную начальную школу. С 1934 года трудился в цитрусовом саду колхоза имени Орджоникидзе Батумского района. В послевоенное время трудился в звене Зелихи Харуновны Мемишиши.
В 1948 году собрал в среднем с каждого дерева по 472 лимона с 250 плодоносящих деревьев. Указом Президиума Верховного Совета СССР от 29 августа 1949 года удостоен звания Героя Социалистического Труда за «получение высоких урожаев сортового зелёного чайного листа и цитрусовых плодов в 1948 году» с вручением ордена Ленина и золотой медали «Серп и Молот» (№ 4501).
Этим же Указом званием Героя Социалистического Труда была награждена его звеньевая Зелиха Харуновна Мемишиши.
Проживал в родной деревне Сарпи. С 1981 года — персональный пенсионер союзного значения. Будучи пенсионером, трудился в колхозе до 1986 года. Умер в 1996 году.